# Bahía Blanca
Bahía Blanca là một thành phố nằm trong tỉnh Buenos Aires của Argentina. Thành phố Bahía Blanca có diện tích  km², dân số theo ước tính năm 2009 là 304.000 người. Đây là thành phố lớn thứ 3 tại Buenos Aires, thứ 14 tại Argentina.
Bahía Blanca nằm ở phía tây nam của tỉnh Buenos Aires, Argentina, giáp Đại Tây Dương, là thủ phủ của Bahía Blanca Partido. Đây là thành phố chính của Đại đô thị Bahía Blanca.
Thành phố có một cảng biển quan trọng với độ sâu 45 foot, liên tục dọc theo chiều dài của vịnh, nơi suối Naposta đổ vào.
Bahía Blanca có nghĩa là "Vịnh trắng". Tên là do màu sắc điển hình đất xung quanh bờ. Vịnh (mà thực sự là một cửa sông) đã được Ferdinand Magellan tìm thấy trong vòng quanh đầu tiên trên thế giới về lệnh của Charles I của Tây Ban Nha, năm 1520, tìm kiếm một kênh kết nối Đại Tây Dương đến Thái Bình Dương dọc theo bờ biển của Nam Mỹ.

## Khí hậu
| Dữ liệu khí hậu của Bahia Blanca (1961–1990)                | Dữ liệu khí hậu của Bahia Blanca (1961–1990) | Dữ liệu khí hậu của Bahia Blanca (1961–1990) | Dữ liệu khí hậu của Bahia Blanca (1961–1990) | Dữ liệu khí hậu của Bahia Blanca (1961–1990) | Dữ liệu khí hậu của Bahia Blanca (1961–1990) | Dữ liệu khí hậu của Bahia Blanca (1961–1990) | Dữ liệu khí hậu của Bahia Blanca (1961–1990) | Dữ liệu khí hậu của Bahia Blanca (1961–1990) | Dữ liệu khí hậu của Bahia Blanca (1961–1990) | Dữ liệu khí hậu của Bahia Blanca (1961–1990) | Dữ liệu khí hậu của Bahia Blanca (1961–1990) | Dữ liệu khí hậu của Bahia Blanca (1961–1990) | Dữ liệu khí hậu của Bahia Blanca (1961–1990) |
| Tháng                                                       | 1                                            | 2                                            | 3                                            | 4                                            | 5                                            | 6                                            | 7                                            | 8                                            | 9                                            | 10                                           | 11                                           | 12                                           | Năm                                          |
| ----------------------------------------------------------- | -------------------------------------------- | -------------------------------------------- | -------------------------------------------- | -------------------------------------------- | -------------------------------------------- | -------------------------------------------- | -------------------------------------------- | -------------------------------------------- | -------------------------------------------- | -------------------------------------------- | -------------------------------------------- | -------------------------------------------- | -------------------------------------------- |
| Cao kỉ lục °C (°F)                                          | 43.8 (110.8)                                 | 39.6 (103.3)                                 | 36.5 (97.7)                                  | 32.7 (90.9)                                  | 27.9 (82.2)                                  | 27.8 (82.0)                                  | 25.7 (78.3)                                  | 27.0 (80.6)                                  | 32.1 (89.8)                                  | 34.2 (93.6)                                  | 38.4 (101.1)                                 | 42.2 (108.0)                                 | 43.8 (110.8)                                 |
| Trung bình ngày tối đa °C (°F)                              | 30.6 (87.1)                                  | 29.5 (85.1)                                  | 25.9 (78.6)                                  | 21.6 (70.9)                                  | 17.5 (63.5)                                  | 13.8 (56.8)                                  | 13.7 (56.7)                                  | 15.9 (60.6)                                  | 18.4 (65.1)                                  | 21.3 (70.3)                                  | 25.6 (78.1)                                  | 28.9 (84.0)                                  | 21.9 (71.4)                                  |
| Trung bình ngày °C (°F)                                     | 23.0 (73.4)                                  | 21.9 (71.4)                                  | 18.7 (65.7)                                  | 14.6 (58.3)                                  | 11.0 (51.8)                                  | 7.9 (46.2)                                   | 7.6 (45.7)                                   | 9.1 (48.4)                                   | 11.4 (52.5)                                  | 14.4 (57.9)                                  | 18.4 (65.1)                                  | 21.4 (70.5)                                  | 14.9 (58.8)                                  |
| Tối thiểu trung bình ngày °C (°F)                           | 15.7 (60.3)                                  | 14.9 (58.8)                                  | 12.6 (54.7)                                  | 8.9 (48.0)                                   | 5.9 (42.6)                                   | 3.2 (37.8)                                   | 3.0 (37.4)                                   | 3.6 (38.5)                                   | 5.3 (41.5)                                   | 7.9 (46.2)                                   | 11.2 (52.2)                                  | 14.2 (57.6)                                  | 8.9 (48.0)                                   |
| Thấp kỉ lục °C (°F)                                         | 3.0 (37.4)                                   | 2.7 (36.9)                                   | −1.5 (29.3)                                  | −3.4 (25.9)                                  | −6.4 (20.5)                                  | −9.2 (15.4)                                  | −11.8 (10.8)                                 | −7.6 (18.3)                                  | −7.3 (18.9)                                  | −4.5 (23.9)                                  | −1.5 (29.3)                                  | 3.7 (38.7)                                   | −11.8 (10.8)                                 |
| Lượng Giáng thủy trung bình mm (inches)                     | 61.8 (2.43)                                  | 67.1 (2.64)                                  | 89.6 (3.53)                                  | 62.9 (2.48)                                  | 32.7 (1.29)                                  | 25.5 (1.00)                                  | 29.6 (1.17)                                  | 27.9 (1.10)                                  | 45.3 (1.78)                                  | 70.4 (2.77)                                  | 61.8 (2.43)                                  | 70.8 (2.79)                                  | 645.4 (25.41)                                |
| Số ngày giáng thủy trung bình (≥ 0.1 mm)                    | 7                                            | 6                                            | 7                                            | 6                                            | 6                                            | 5                                            | 6                                            | 5                                            | 6                                            | 9                                            | 8                                            | 8                                            | 79                                           |
| Độ ẩm tương đối trung bình (%)                              | 52                                           | 56                                           | 65                                           | 70                                           | 73                                           | 74                                           | 74                                           | 67                                           | 64                                           | 65                                           | 58                                           | 53                                           | 64                                           |
| Số giờ nắng trung bình tháng                                | 300.7                                        | 254.3                                        | 195.3                                        | 192.0                                        | 127.1                                        | 111.0                                        | 111.6                                        | 145.7                                        | 156.0                                        | 201.4                                        | 249.0                                        | 266.6                                        | 2.310,7                                      |
| Phần trăm nắng có thể                                       | 67                                           | 66                                           | 52                                           | 57                                           | 40                                           | 38                                           | 36                                           | 44                                           | 44                                           | 49                                           | 58                                           | 58                                           | 51                                           |
| Nguồn 1: NOAA, Servicio Meteorológico Nacional (ngày giáng) |                                              |                                              |                                              |                                              |                                              |                                              |                                              |                                              |                                              |                                              |                                              |                                              |                                              |
| Nguồn 2: UNLP (nắng)                                        |                                              |                                              |                                              |                                              |                                              |                                              |                                              |                                              |                                              |                                              |                                              |                                              |                                              |